# Giuliano Guazzelli
Giuliano Guazzelli (Gallicano, 6 aprile 1934 – Agrigento, 4 aprile 1992) è stato un militare italiano appartenente all'Arma dei Carabinieri,  vittima di Cosa Nostra. Era soprannominato il mastino.

## Biografia
Sin da ragazzino aveva desiderato diventare carabiniere. Appena potette, ancora diciassettenne, la scelta di arruolarsi nell’Arma fu dunque quasi naturale. 
Nel 1954, il trasferimento in Sicilia, il primo lungo viaggio che lo portò nell’isola a costruire una carriera sfolgorante. 
Era un investigatore puro con una straordinaria capacità di analizzare e una memoria portentosa per fatti, circostanze, legami, intrecci. queste doti gli consentirono di accumulare un patrimonio inestimabile di conoscenza e di competenza sui fatti di mafia.
Era un’enciclopedia vivente e per questo era diventato un prezioso punto di riferimento. 
Oltre che un carabiniere era un uomo generoso, disponibile, attento a chi era più debole, a chi subiva soprusi, a chi viveva condizioni di fragilità. 
Era un marito e un padre. Si era innamorato di Maria Montalbano nei primi anni del suo trasferimento in Sicilia, e con lei, ben presto, aveva deciso di mettere su famiglia. 
Un amore profondo che aveva generato tre figli: Riccardo, Giuseppe e Teresa. Una vita normale quella di questa famiglia, una vita tranquilla. 
Certo, il lavoro di Giuliano era rischioso e la passione e l’impegno con cui lo svolgeva lo esponevano particolarmente. Ma per lui era tutto normale: quella era la sua vita ed è così che lui sapeva e voleva viverla.

## Attività professionale
Originario di Gallicano, borgo della Garfagnana, nel 1954 è già Carabiniere e si trasferisce a Menfi, in Sicilia, dove si sposa ed ha tre figli.
Assegnato al nucleo investigativo di Palermo, lavora al fianco del colonnello Giuseppe Russo, indagando sul clan dei Corleonesi. Di quella squadra perdono la vita sia Russo che il maresciallo Vito Jevolella, così Guazzelli si trasferisce a Trapani, dove gli viene bruciata l'automobile.
Nel 1977 il maresciallo Guazzelli è chiamato a guidare la stazione dei carabinieri di Palma di Montechiaro e poi la sezione di polizia giudiziaria al Tribunale di Agrigento e, soprannominato il "mastino" per la sua abilità di investigatore, in venti anni di indagini tra Palermo e Agrigento era diventato un esperto del fenomeno mafioso e dei rapporti mafia, politica e affari. Nei primi anni '80, infatti collaborò attivamente all'inchiesta condotta dai sostituti procuratori Rosario Livatino, Salvatore Cardinale e Roberto Saieva che culminò nel maxi-processo a carico di esponenti e gregari di Cosa Nostra della provincia di Agrigento (denominato "Santa Barbara") conclusosi nel 1987 con quaranta condanne: tra i suoi meriti principali, che consentirono all'indagine di imboccare la pista giusta, quello di aver convinto Benedetta Bono, amante del boss Carmelo Colletti, a collaborare con la giustizia. Inoltre Guazzelli si era anche occupato della cosiddetta "Stidda", organizzazione mafiosa parallela e in competizione con Cosa Nostra nell'agrigentino, di cui aveva schedato le principali famiglie a seguito della tristemente nota strage di Porto Empedocle (1986), che provocò sei morti nel contesto della lotta tra cosche avversarie.
Tra le sue indagini principali portate a termine da Guazzelli vi fu quella contro la mafia di Raffadali: convinse Giuseppe Antonino Galvano detto il "professorino" a collaborare, ricostruendo i movimenti di una faida mafiosa in corso, e a indicare in Calogero "Lillo" Lauria la figura di vertice della cosca dominante. In seguito Galvano ritrattò e Lauria venne assassinato.
Nel 1991 Guazzelli avviò indagini su presunte irregolarità nella gestione della banca di Girgenti e sull'omicidio di Salvatore Curto, politico del Partito Socialista Italiano alla Provincia di Agrigento assassinato a Camastra.

## Il caso Mannino
Guazzelli era stato incaricato dal procuratore di Agrigento di indagare sulla partecipazione dell'onorevole Calogero Mannino al matrimonio del figlio del boss di Siculiana, Gerlando Caruana. Il primo rapporto che Guazzelli sottopose al procuratore Vajola venne cassato e il maresciallo fu sollecitato a rifarlo. L'originale fu però ritrovato, dopo la sua morte, negli armadi della caserma di Agrigento. 
La posizione di Mannino fu quindi archiviata dai giudici di Sciacca.
Il figlio del maresciallo, Riccardo, riferì ai magistrati che il padre gli aveva confidato che "le carte di Mannino erano state messe a posto dal Messana"; inoltre riferisce che Mannino aveva manifestato al Guazzelli timori per la sua incolumità, esclamando: "o ammazzano me o ammazzano Lima".
Fu proprio nel marzo del 1992 che Cosa Nostra decise di eliminare Salvo Lima.

## L'assassinio e i processi
Giuliano Guazzelli fu assassinato il 4 aprile 1992 sulla strada statale 115 Agrigento-Porto Empedocle mentre era alla guida della sua Fiat Ritmo: gli assassini a bordo di un Fiat Fiorino, lo sorpassarono sul viadotto Morandi nella Valle dei Templi di Agrigento, spalancarono il portellone posteriore e lo uccisero a colpi di mitra kalashnikov, pistole 357 magnum e fucili a pompa. L'omicidio avvenne il giorno prima delle elezioni politiche nazionali. A Menfi, cittadina d'adozione del maresciallo, fu proclamato il lutto cittadino; giunse anche il Presidente della Repubblica Francesco Cossiga, per rendere omaggio alla salma e ai familiari della vittima, lanciando un appello ai cittadini menfitani di andare a votare in massa per rispondere alla sfida mafiosa.
All'epoca dell'omicidio Guazzelli aveva già maturato l'età pensionabile, ma aveva deciso di restare in servizio, nonostante avesse subito numerosi intimidazioni e fosse già riuscito a sfuggire ad un altro agguato.
Inizialmente il delitto fu attribuito alla Stidda di Palma di Montechiaro, così nel dicembre 1992 vennero arrestati in Germania dei presunti killer. Processati e condannati all'ergastolo dal Tribunale di Agrigento, vennero successivamente assolti dalla Corte d'Assise d'Appello di Palermo per insufficienza di prove.
Passati alla pista che conduceva agli uomini di Cosa Nostra, grazie alle dichiarazioni del pentito di Porto Empedocle Alfonso Falzone (il quale confessò di aver segnalato ai killer il tragitto dell'auto di Guazzelli), per l'omicidio sono state inflitte sei condanne definitive al carcere a vita: all'ergastolo sono finiti Simone Capizzi (detto "Peppe") e Salvatore Fragapane come mandanti ed organizzatori dell'agguato, mentre Joseph Focoso, Calogero Castronovo, Giuseppe Fanara e Gerlandino Messina come esecutori materiali. 
Nel maxi-processo denominato "Akragas" sono stati inflitti anche 18 anni di carcere al pentito Alfonso Falzone, il quale aiutò i magistrati della Direzione Distrettuale Antimafia di Palermo ad incastrare i mandanti e gli altri sicari.

## La memoria
Nel 2006 è stato realizzato il film documentario "Marascià... un eroe antimafia", scritto dal giornalista Gero Tedesco e diretto da Sabino Taormina e Francesco Angelino, dedicato alla figura del sottufficiale toscano. Ad interpretare il ruolo di Guazzelli è stato l'attore Pippo Montalbano.